# Wolfgang Windgassen
Wolfgang Windgassen, (Annemasse, Alta Saboya, Francia - 26 de junio de 1914 - Stuttgart, Alemania, 8 de septiembre de 1974) fue un tenor dramático alemán, conocido por sus representaciones en las óperas wagnerianas.

## Biografía
Perteneciente a una familia de músicos (su padre, Fritz Windgassen, era un prestigioso tenor y su madre, Vali von der Osten, era soprano) inició los estudios de canto en el Musikhochschule de Stuttgart.
En 1939 debutó en Pforzheim en la ópera Madama Butterfly con el personaje de Pinkerton.
En 1951 participó por primera vez en el Festival de Bayreuth (consagrado al gran compositor alemán Richard Wagner), dejando desde entonces huella en la historia del Festival y de la ópera wagneriana por su imponente voz de tenor dramático o "heroico" (Heldentenor). 
En 1967 debutó en el Teatro Colón de Buenos Aires como Siegfried en una tetralogia dirigida por Ferdinand Leitner junto a Birgit Nilsson y Gwyneth Jones, regresó en 1969 para Parsifal junto a Regine Crespin y Theo Adam dirigidos por Erich Leinsdorf. 
Su voz, juvenil, bellísima y portentosa, dominaba el escenario por encima de la imponente orquesta wagneriana, demostrando una resistencia única. Además, sus cualidades musicales se vieron complementadas con sus grandes dotes de actor. Sabía introducirse en la psicología de sus personajes, conformando así el ideal de cantante descrito por Wagner para sus obras: voz portentosa y firme, gran resistencia y valor interpretativo. En el escenario se transformaba en Sigfrido, Tannhäuser, Lohengrin, o cualquiera de los personajes masculinos de Richard Wagner.
Su carrera se desarrolló principalmente en los teatros centroeuropeos, siendo piedra angular del Nuevo Bayreuth, donde interpretó todos los papeles protagonistas de las óperas de Wagner y algunos secundarios. De todas sus intervenciones, que tuvieron lugar entre 1951 y 1970, destacan las siguientes:
- El holandés errante (Erik): En 1955, con Hans Knappertsbusch y acompañado de Hermann Uhde (Neerlandés) y Astrid Varnay (Senta).
- Tännhauser (Tännhauser): En 1955, con Andre Cluytens y Gré Brouwenstjin (Elisabeth) y un jovencísimo Dietrich Fischer-Dieskau (Wolfram). En 1961, con Wolfgang Sawallisch y Victoria de los Ángeles (Elisabeth) y Dietrich Fischer-Dieskau (Wolfram).
- Lohengrin (Lohengrin): En 1953, con Joseph Keilberth, Eleanor Steber (Elsa) y Astrid Varnay (Ortrud). En 1954, con Eugen Jochum y Birgit Nilsson (Elsa) y Astrid Varnay (Ortrud).
- Tristán e Isolda (Tristán): En 1966, con Karl Böhm, Birgit Nilsson (Isolda) y Martti Talvela (Rey Marke).
- Los Maestros Cantores de Nürenberg (Walther): En 1960, con Hans Knappertsbusch, Elisabeth Grümmer (Eva) y Josef Greindl (Sachs).
- La valquiria (Siegmund): En 1956, con Hans Knappertsbusch, Gré Brouwetnsjin (Sieglinde) y Astrid Varnay (Brünnhilde).
- Siegfried y  El ocaso de los dioses (Siegfried): En 1956, 1957 y 1958 con Hans Knappertsbusch y Astrid Varnay (Brünnhilde),
- Parsifal (Parsifal): En 1951, con Hans Knappertsbusch, con Martha Mödl (Kundry) y Luwdig Weber (Gurnemanz). En 1963, con Hans Knappertsbusch, Irene Dalis (Kundry) y Hans Hotter (Gurnemanz).

A lo largo de estos años en Bayreuth, dirigió el cambio generacional en los tenores heroicos. Sustituyó a Lauritz Melchior y coexistió con los tenores Max Lorenz y Bernd Aldenhoff (ambos en sus últimos años de carrera artística), a los cuales también sustituyó a partir de 1957. Se alternó además con Ramón Vinay, Jon Vickers, Rudolf Lustig y Hans Hopf.
Su última intervención en Bayreuth fue en 1970, en el papel de Tristán. 
Fuera del ámbito de Bayreuth, Windgassen es especialmente reconocido por su participación en la versión discográfica de El anillo del nibelungo de Georg Solti con la Filarmónica de Viena (el primero en estudio), llevado a cabo entre 1958 y 1965 y en el que cantó los dos Siegfried de la Tetralogía wagneriana.
Sus últimos años (1970-1974) los compatibilizó entre intervenciones esporádicas y como director musical de la Ópera de Stuttgart. Ya delicado del corazón, murió en Stuttgart por un ataque cardíaco el 8 de septiembre de 1974.

## El canto wagneriano tras la era Windgassen
Tras la retirada de Windgassen a partir de 1970, y con su muerte en 1974, se abrió una brecha en el canto wagneriano que, en líneas generales, todavía no ha sido salvado. Ningún tenor desde él ha logrado interpretar todos los roles wagnerianos, y, mucho menos, con esa redondez y perfección. En la década de 1970, tenores como Jean Cox, Jess Thomas o Helge Brillioth lograron éxitos parciales y poco duraderos de algunos papeles wagnerianos. Otros, como Jon Vickers, James King o René Kollo lograrían ocupar un puesto más destacado en la historia canora de las décadas de 1970 y 1980.
- Jon Vickers compartió escenarios con Windgassen desde 1958, cuando cantó Siegmund en La Walkiria del Anillo que dirigiera en Bayreuth Hans Knappertsbusch, y realizaría creaciones de Siegmund y Tristán. La voz de Vickers era más bien la de un barítono con agudos algo forzados, una tendencia que empeoraría con el tiempo. Su interpretación de Siegmund en Bayreuth bajo la dirección de Hans Knappertsbusch, ilustra perfectamente su mejor momento.

- James King también compartió escenario con Windgassen a partir de 1965, cantando Siegmund en La Walkiria del Anillo que en Bayreuth dirigiera Karl Böhm, y realizó una gran creación, tanto de este personaje, como de Parsifal.

- René Kollo, que venía del mundo de la opereta y el jazz, ocupó también un puesto destacado, con creaciones muy bien logradas de Walther von Stolzing, Tristan, Parsifal y Tannhäuser. Su voz era clara y juvenil, como la de Windgassen, pero sin igualarle en la belleza del timbre y en la intensidad de la expresión. Fue el único de los tres que se atrevió con Siegfried, papel con el que obtuvo un éxito no demasiado duradero, y, en años posteriores, más bien irregular.

Para el papel de Siegfried habría que esperar la década de 1980. Fue el alemán Siegfried Jerusalem quien consiguió dar vida al personaje con maestría, así como a Tristán. Por otro lado, no se atrevió a interpretar el papel de Tannhäuser.
Tras la retirada de Jerusalem en los inicios del siglo XXI, los papeles wagnerianos se encuentran diversificados en cantantes que presentan una buena solvencia, y que hoy en día, dan esperanzas de volver a retomar la gran era que fue el periodo 1950 a 1970. Entre ellos, destacan en los siguientes roles:
- Erik: Peter Seiffert y Endrik Wottrich.
- Tannhäuser: Stephen Gould (tenor).
- Lohengrin: Peter Seiffert y, más recientemente, Jonas Kaufmann y Klaus Florian Vogt.
- Tristán: Ben Heppner, si bien son también muy meritorios los de Robert Dean Smith y Jon Fredric West.
- Walther von Stolzing: Peter Seiffert (en la década de 1990), Robert Dean Smith y más recientemente, Klaus Florian Vogt.
- Siegmund: Robert Dean Smith y Jonas Kaufmann
- Siegfried: Jon Fredric West y, más recientemente, Stephen Gould (tenor), que alberga grandes probabilidades de convertirse en el heldentenor de referencia de los últimos años.
- Parsifal: Robert Dean Smith,Jonas Kaufmann.